# NGC 2827
NGC 2827 is een spiraalvormig sterrenstelsel in het sterrenbeeld Lynx. Het hemelobject werd op 13 maart 1850 ontdekt door Johnstone Stoney, assistent van de Ierse astronoom William Parsons.

## Synoniemen
- IC 2460
- MCG 6-21-9
- ZWG 181.15
- PGC 26342